# Pieter Kooijmans
Pieter Hendrik (Peter) Kooijmans (Heemstede, 6 juli 1933 – Wassenaar, 13 februari 2013) was een Nederlands minister van Staat, volkenrechtdeskundige, rechter en politicus van de ARP en het CDA.

## Loopbaan
Peter Kooijmans studeerde economie en rechten aan de Vrije Universiteit in Amsterdam, waar hij in 1964 bij Gezina van der Molen promoveerde op het proefschrift The doctrine of the legal equality of states. Vanwege zijn gereformeerde achtergrond voelde Kooijmans zich politiek het meest thuis bij de ARP en bekleedde hij binnen die partij verschillende functies. Toen deze partij opging in het CDA bleef Kooijmans partijpolitiek actief, zowel in Nederland als op Europees niveau.
De loopbaan van de jurist speelt zich grotendeels af binnen de academische wereld. Hij was hoogleraar internationaal recht en Europees recht aan de Vrije Universiteit (1965-1973) en aan de Universiteit Leiden (1978-1992 en 1995-1997), als opvolger van Haro van Panhuys. Tweemaal verruilde Kooijmans de wetenschap voor een rol in de actieve politiek: in 1973 werd hij staatssecretaris van Buitenlandse Zaken in het kabinet-Den Uyl en in januari 1993 minister op datzelfde departement in het kabinet-Lubbers III. In deze functie volgde hij Hans van den Broek op vanwege diens vertrek naar Brussel als Europees commissaris.
Van 6 februari 1997 tot februari 2005 was Kooijmans rechter bij het Internationaal Gerechtshof. Koningin Beatrix decoreerde hem in 2006 met de exclusieve Huisorde van de Gouden Leeuw van Nassau.
Op 13 juli 2007 werd hij benoemd tot minister van Staat.

## Pieter Kooijmans-leerstoel
Aan de Universiteit Leiden bestaat de naar hem genoemde Pieter Kooijmans-leerstoel. De betrokken hoogleraar houdt zich bezig met vraagstukken rond vrede, rechten, veiligheid, internationale politiek en diplomatieke praktijk.

## Kooijmanslezing
Sinds 2014 organiseert de rechtenfaculteit van de Vrije Universiteit jaarlijks een Kooijmanslezing over onderwerpen gerelateerd aan internationaal recht.